# قطعنامه ۱۸۶ شورای امنیت
قطعنامه  ۱۸۶ شورای امنیت سازمان ملل متحد که در تاریخ ۰۴ مارس ۱۹۶۴ تصویب شد، سندی بین‌المللی دربارهٔ مسئلهٔ قبرس است. این قطعنامه طی نشست ۱۱۰۲ام با ۱۱ موافق، ۰ مخالف و ۰ ممتنع تصویب شد.